# Киевский вальс
Киевский вальс (укр. Київський вальс) — песня на слова поэта Андрея Малышко и музыку композитора Платона Майбороды, написана в 1950 году. Со временем приобрела популярность и стала неофициальным гимном города Киева. В честь этой песни в столице Украины назван одноимённый городской фестиваль-конкурс среди выпускников 11-х классов средних учебных заведений.

## История

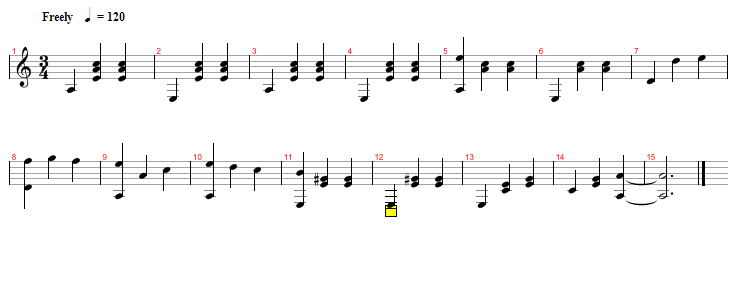
Переложение песни для гитары

Создание песни связывают с обращением студентов Киевского медицинского института к известному творческому союзу — композитору Платону Майбороде и поэту Андрею Малышко. Они сотрудничали в области песни начиная с 1948 года и создали в этом жанре 22 произведения. В письме студенты поделились своей просьбой о том, что им хотелось бы услышать песню об их цветущем Киеве, которую после окончания института и распределения на работу, они могли увезти с собой, представляя культуру украинской столицы. Малышко и Майборода откликнулись на это групповое пожелание и создали в 1950 году такую песню — «Киевский вальс», которая была написала буквально за сутки.
Стихи были изданы в 1956 году в авторском сборнике стихов Малышко «Что записано мной». Песня вышла в 1979 году в составе украиноязычного сборника песен «Киевский сувенир» на грампластинке фирмы «Мелодия» (С60 13317-18) в исполнении Сергея Козака и Владимира Гурова.
В УССР и на Украине после 1991 года «Киевский вальс» стал неофициальным гимном Киева. «Киевский вальс» иногда путают с песней «Как тебя не любить, Киев мой!» (укр. Як тебе не любити, Києве мій!), написанной в 1962 году композитором Игорем Шамо на слова поэта Дмитрия Луценко, которая по результатам голосования в 2014 году в Киевском городском совете стала официальным гимном столицы Украины, превзойдя песню Майбороды-Малышко. Мелодия припева («Знову цвітуть каштани, / Хвиля дніпровська б'є») была позывным сигналом радио «Луч» (ныне «UA: Радио Проминь»).
Песню исполняли Хоровая капелла Украинского радио под управлением Юрия Таранченко, Светлана Клочкова-Коваленко, Наталья Шелепницкая, Анатолий Мокренко, Сергей Козак и Владимир Гуров, Людмила Маковецкая и Александр Трофимчук, Михаил Шевченко и Николай Фокин, а также другие.
Перевод на русский язык осуществил известный киевский переводчик, поэт и фольклорист Григорий Литвак.

## Текст песни
| Оригинал Ночі солов'їні, ночі весняні, Доли подніпровські наснились мені. Знову цвітуть каштани, Хвиля дніпровська б'є. Молодість мила, — ти щастя моє. Далі неозорії, київські сади, Друже незабутній, ти прийдеш сюди. |  | Перевод Григория Литвака Ночи соловьиные, вешний шум дубров, Долы Приднепровья приснились мне вновь. Снова цветут каштаны, Слышится плеск Днепра. Молодость наша, Ты — счастья пора! Льются песни юности в киевских садах. Друг мой, ты, я знаю, вернёшься сюда. |

## В культуре
Песня прозвучала в двухсерийном художественном фильме «Киевлянка» («Киевская киностудия», 1958—1960) режиссёра Тимофея Левчука. В честь этой песни в столице Украины назван городской фестиваль-конкурс среди выпускников 11-х классов средних учебных заведений — «Киевский вальс».